# Seiko (cràter)
Seiko és un cràter d'impacte en el planeta Venus de 3,4 km de diàmetre. Porta el nom d'un antropònim japonès, i el seu nom va ser aprovat per la Unió Astronòmica Internacional el 2003.